# 10369 Sinden
10369 Sinden este un asteroid din centura principală de asteroizi.

## Descriere
10369 Sinden este un asteroid din centura principală de asteroizi. A fost descoperit pe 8 februarie 1995 la Observatorul Siding Spring de David J. Asher. Asteroidul prezintă o orbită caracterizată de o semiaxă mare de 2,61 ua, o excentricitate de 0,04 și o înclinație de 28,5° în raport cu ecliptica.